# Jules Ramaeckers
Guillaume Jules Arthur Ramaeckers (Namen, 11 december 1848 - Karema, 25 februari 1882) was de leider van de derde expeditie georganiseerd door het Belgisch comité van de Association internationale africaine (1880-1882). Hij bereikte Karema en nam er op 10 december 1881 het bevel over van Ernest Cambier. Hij stierf er korte tijd later aan koorts en dysenterie.